# Felix Margulies
Felix Margulies, född 29 november 1988 i Stockholm är en svensk artist och låtskrivare.
Han vann Mix Megapols artistjakt 2009 vilket resulterade i en turné med Ladies Night och singeln Lost Without Your Love.
Margulies har även medverkat i Idol.